# Estadidad de Puerto Rico

Posible bandera de los Estados Unidos después de la adhesión de Puerto Rico como el Estado 51.

Bandera de Puerto Rico

El movimiento estadista puertorriqueño (Puerto Rican Statehood Movement en inglés) se refiere a las diferentes iniciativas en la extensa historia del archipiélago de Puerto Rico que buscan su plena integración como un estado a la Unión de Estados de los Estados Unidos de América. El movimiento no se restringe a un particular grupo u organización, empero la organización política que más se ha destacado en la Era del Estado Libre Asociado ha sido el Partido Nuevo Progresista (PNP). Desde la oposición y el oficialismo, el PNP ha promovido piezas legislativas tanto en la Cámara de Representantes de Puerto Rico como en el Congreso de los Estados Unidos para someter a escrutinio popular, mediante plebiscitos, la determinación democrática de los residentes del territorio de Puerto Rico. El plebiscito más reciente en el 2012 arrojó que un 61.16% de los votantes en la segunda pregunta apoyaba la admisión de Puerto Rico a los Estados Unidos como un estado de la unión.
La Casa Blanca afirmó que reconoce que una mayoría de los electores prefirió la estadidad en la segunda pregunta del plebiscito de estatus que se celebró el pasado 6 de noviembre. “Para aclarar, los resultados fueron claros, el pueblo de Puerto Rico desea resolver la cuestión del estatus y la mayoría eligió la estadidad en la segunda pregunta. Ahora es el momento para que el Congreso actúe y el Gobierno trabajará con ellos en ese esfuerzo, para que el pueblo de Puerto Rico pueda determinar su propio futuro. La Casa Blanca además presentó la declaración que hicieron la semana pasada los copresidentes del Grupo de Trabajo del Presidente sobre el Estatus de Puerto Rico; el director de la Casa Blanca de Asuntos Intergubernamentales, David Agnew, y secretario auxiliar interino de Justicia, Tony West.
“El pueblo de Puerto Rico ha dejado claro que quieren una solución a la cuestión del estatus político de la Isla. En consonancia con las recomendaciones del informe del Grupo de Trabajo, la Administración trabajará con el Congreso para proveer al pueblo de Puerto Rico un claro camino que establece los medios por los que los puertorriqueños pueden determinar su propio estatus”, dijeron.
El 11 de diciembre de 2012, la legislatura de Puerto Rico aprobó una resolución concurrente para requerir al Presidente y al Congreso de los Estados Unidos que respondan efectiva y diligentemente, y actúen de conformidad con el reclamo del Pueblo de Puerto Rico para que se termine de una vez y por todas con el estatus territorial actual de Puerto Rico y que se inicie el proceso para admitir a Puerto Rico como Estado de la Unión, según expresado libre y democráticamente en el plebiscito que se celebró el 6 de noviembre de 2012; y para otros fines relacionados.
En noviembre de 2023, dos senadores estadounidenses por el estado de Connecticut, Chris Murphy y Richard Blumenthal, ambos demócratas, contribuyeron al Senado con una legislación que allanaría el camino para que Puerto Rico determinara su propio estatus mediante un referéndum vinculante celebrado en noviembre de 2025. Los residentes puertorriqueños tendrían la opción de votar por la independencia del estado o por la soberanía de libre asociación con los Estados Unidos de América.

## Organizaciones que promueven la Estadidad
- Partido Nuevo Progresista de Puerto Rico.
- Asociación de Estudiantes Estadistas de Puerto Rico
- Partido Republicano de Puerto Rico.
- Partido Demócrata de Puerto Rico.

## Principales líderes y exponentes de la causa
- José Celso Barbosa
- Luis A. Ferre (exgobernador de Puerto Rico)
- Miguel A. García Méndez
- Carlos Romero Barceló (exgobernador de Puerto Rico y exrepresentante de Puerto Rico en la Cámara de Representantes Federal de los Estados Unidos)
- Pedro Rosselló (exgobernador de Puerto Rico)
- Luis Fortuño (exgobernador de Puerto Rico y exrepresentante de Puerto Rico en la Cámara de Representantes Federal de los Estados Unidos)
- Pedro Pierluisi (representante de Puerto Rico en la Cámara de Representantes Federal de los Estados Unidos y exgobernador de Puerto Rico)
- Ricardo Roselló (exgobernador de Puerto Rico)
- Thomas Rivera Schatz (presidente del Senado, Senador por Acumulación)
- Jenniffer González (gobernadora de Puerto Rico, excomisionada residente de Puerto Rico)